# Gross Moos/Rietlerwald
L'area di Gross Moos/Rietlerwald è una palude o torbiera bassa e area protetta della Svizzera, situata nel Canton Appenzello Esterno. Dal 1994 fa parte dell'Inventario federale delle paludi d'importanza nazionale.

## Descrizione
La zona è situata nel comune di Gais, località Rietli, e nei pressi del passo dello Stoss. La vegetazione comprende delle paludi basifile e acidofile a piccole carici, e prati umidi. Sono anche presenti terreni a coltivazione estensiva, siepi, formazioni boschive, costruzioni e vie di comunicazione. Nelle vicinanze dell'area si trovano anche terreni a coltivazione estensiva e intensiva, siepi, formazioni boschive, foreste, corsi d'acqua, stazioni sorgentifere, costruzioni e vie di comunicazione.